# ستيفاني سيكولت
ستيفاني سيكولت (بالإنجليزية: Stefanie Sycholt)‏، هي مُخرجة ومُنتجة وكاتبة سيناريو جنوب أفريقية. فازت ستيفاني سنة 2010 بجائزة اليونيسيف لحقوق الطفل في مهرجان زنجبار السينمائي الدولي في تنزانيا. ستيفاني مُتزوجة من مُخرج أفلام أرجنتيني وللزوجين طفل واحد.

## روابط خارجية
ستيفاني سيكولت على موقع IMDb (الإنجليزية)
- ستيفاني سيكولت على موقع قاعدة بيانات الفيلم (الإنجليزية)
- ستيفاني سيكولت على موقع كينوبويسك (الروسية)